# Jasmine Fiorano
Jasmine Fiorano (Aosta, 27 luglio 1995) è un'ex sciatrice alpina italiana.

## Biografia
Specialista delle prove tecniche originaria di Rhêmes-Notre-Dame, si è formata agonisticamente nello Sci Club Granta Parey e poi nello Sci Club Chamolé; in seguito si è arruolata nel Centro Sportivo Esercito.
Attiva in gare FIS dal novembre del 2010 e inserita nel "giro" delle squadre nazionali dall'anno seguente, nel 2012 fa parte del contingente azzurro che partecipa ai I Giochi olimpici giovanili invernali di Innsbruck.
Ha esordito in Coppa Europa il 1 dicembre 2014 a Hemsedal in slalom gigante (26ª); il successivo 18 dicembre coglie quello che rimarrà il suo maggior risultato nel circuito, piazzandosi 11^ in gigante a Valtournenche. Nel 2016 è quinta in slalom ai campionati italiani assoluti di Pozza di Fassa.
Il 23 gennaio 2018 disputa la sua unica prova di Coppa del Mondo prendendo parte al gigante di Plan de Corones, ove non supera il "taglio" della prima manche. Non ha invece partecipato a rassegne olimpiche o iridate.
La sua carriera ad alto livello viene però pregiudicata da quattro gravi infortuni alle ginocchia; nel 2018 rimane esclusa dalle squadre nazionali e un anno dopo, l'11 maggio 2019, annuncia il ritiro dalle competizioni.

## Palmarès

### Coppa Europa
- Miglior piazzamento in classifica generale: 96ª nel 2015